# Усть-Балыкское нефтяное месторождение
Усть-Балыкское — нефтяное месторождение в России. Расположено в Ханты-Мансийском автономном округе. Открыто в 1961 году и положило начало промышленному освоению Тюменской нефти.

## Открытие
15 октября 1961 года из скважины Р-62 на Усть-Балыкской площади Сургутская нефтеразведочная экспедиция под руководством Фармана Салманова получила первый в Сургутском районе нефтяной фонтан дебитом около 300 тонн в сутки. Ранее скважина № 61 дала приток нефти с водой, фонтана не случилось. От Салманова требовали уйти на другую площадь.
После того, как и из второй скважины в районе Усть-Балыка забил фонтан, Фарман Салманов отправил начальству радиограмму: «Скважина лупит по всем правилам», а Н. С. Хрущёву телеграмму следующего содержания: «Я нашел нефть. Вот так, Салманов». Министр нефтяной промышленности СССР Лев Чурилов вспоминал:
Мы познакомились 1 апреля 1964 года. Он — один из основоположников тюменской нефти. Раньше экспедиция подчинялась Новосибирскому управлению, шла борьба: Новосибирск считал, что искать там нефть бесперспективно, говорил, уезжайте, а Салманов это тормозил. И в октябре 1963 года открыл Усть-Балыкское месторождение.
Первая промышленная нефть на скважине Р-80 была добыта 17 мая 1964 года в 18 часов 06 минут.

## Характеристика
Начальные запасы нефти оценивались до 100 млн тонн. Плотность нефти до 0,84 г/см³, содержание серы 1,30-1,81 %. Залежи на глубине 2-2,7 км.
Месторождение относится к Западно-Сибирской провинции, по запасам относится к категории крупных у Роснефть-Юганскнефтегаза, а по геологическому строению — к сложным.
По начальным запасам занимает 9-е место, по остаточным — 8-е место, по накопленному отбору — 53 млн т нефти — месторождение занимало в 2017 году 6-е место в Роснефть-Юганскнефтегазе, по уровню годовой добычи нефти (1235 тыс. т в 2000 г.) — 6-е место. Текущий коэффициент нефтеизвлечения площади — 0,203 вследствие недостаточно полного вовлечения запасов в разработку.
Разбуривание месторождения продолжалось 19 лет, всего пробурено 3656 тыс. м эксплуатационного метража на 1400 скважинах со средней глубиной 2614 м, или 7 % от фонда объединения, половина из которых находится в простое по причине малодебитности, высокой обводненности и по техническим причинам. Фактический дебит скважин — 8 тонн нефти в сутки — был в 2017 году на 40 % ниже среднего по объединению.

## Освоение
Приказом Тюменского территориального геологического управления № 211 от 18 августа 1962 года на основе Усть-Балыкской партии бурения путем её выделения из Сургутской экспедиции с местом базирования в п. Усть-Балык Сургутского района была создана Усть-Балыкская нефтеразведочная экспедиция. Первым её начальником стал И. Г. Шаповалов (Салманов был назначен главным геологом), затем Л. Н. Галян.
Посёлок экспедиции начали строить в 2 км от деревни Усть-Балык. Надо было построить жильё, пекарню, баню, доставив грузы по воде за короткую навигацию. Продовольствие завозилось нерегулярно, особенно молочные продукты для детей геологов. Но работники экспедиции быстро начали обзаводиться домашним скотом, разбивать огород. Богатая природа щедро одаривала рыбой, дичью, ягодами.
В 1963 году экспедиции была поставлена задача в кратчайшие сроки подготовить к опытно-промышленной эксплуатации шесть разведочных скважин Усть-Балыкского месторождения нефти. Были смонтированы четыре вертикальных резервуара, по 2 тысячи кубометров каждый. На одном из них большими буквами красовался девиз: «Усть-Балыкскую нефть Родине!». 26 мая 1964 года коллектив Усть-Балыкской нефтеразведочной экспедиции добыл, подготовил и перекачал с резервуарного парка в танкер для дальнейшей транспортировки на Омский нефтеперерабатывающий завод первую промышленную нефть. Её доставил пароход «Капитан» под командованием капитана Николая Лукина, буксировавший две нефтеналивные баржи.
В 1967 году был введён в эксплуатацию нефтепровод Усть-Балык — Омск.
Приказом Министерства геологии РСФСР от 15 мая 1974 года экспедиция переименована в Аганскую.
Приказом Министерства геологии РСФСР № 365 от 1 сентября 1991 года Аганская нефтегазоразведочная экспедиция преобразована в Аганское геологическое предприятие по разведке нефти и газа.
В 1994 году Аганское геологическое предприятие вошло в состав «Мегионнефтегазгеологии».
Приказом № 206 от 27 мая 1996 года на базе структурных подразделений ОАО «Славнефть-Мегионнефтегазгеология», находящихся в Новоаганске, создано ОАО «Аганнефтегазгеология», которое постановлением главы Администрации Нижневартовского района № 165 от 27 мая 1998 года было соединено с ЗАО «Сибирская Аганская нефтяная компания».
В 2005 году многопрофильная компания вошла в состав ОАО нефтяная компания «РуссНефть».
Оператором месторождения ныне является российская нефтяная компания Роснефть.